# اچ. مک‌هنری
اچ. مک‌هنری (انگلیسی: H. MacHenry) قایقران قایق بادبانی اهل ایالات متحده آمریکا بود.